# Труханов, Константин Валерьевич
Константин Валерьевич Труханов (до 2004 года — Алёшкин) (укр. Костянтин Валерійович Труханов (Альошкін); род. 3 января 1976, Ждановка, Донецкая область) — украинский футболист, выступавший на позиции нападающего. По окончании карьеры — футбольный арбитр, представляет Харьков. Судья Премьер-лиги с 2012 года.

## Карьера
Выступал в украинских клубах первой и второй лиг, а также в Национальной дивизии Молдавии за кишинёвский «Конструкторул». Завершил игровую карьеру в 2006 году. Затем некоторое время работал тренером в СДЮШОР харьковского «Металлиста».
Окончил ДГУ.
Судейство начал в 2005 году с региональных соревнований. Арбитр ДЮФЛ и любительского первенства Украины (2007—2008), второй лиги (2008—2009), первой лиги (2009—2012). С сезона 2011/2012 начал обслуживать первенство Украины U-21.
3 марта 2012 года дебютировал в Премьер-лиге на матче «Черноморец» — «Ильичевец».
17 мая 2017 года обслуживал финальный матч Кубка Украины между донецким «Шахтёром» и киевским «Динамо». В 2017 и 2018 годах обслуживал матчи за Суперкубок Украины.

## Статистика в элитном дивизионе
По состоянию на 13 октября 2016 года:
И — игры, Ж — желтые карточки, К — красные карточки, П — назначенные пенальти
| Сезон   | И  | Ж   | К | П  |
| ------- | -- | --- | - | -- |
| 2011/12 | 4  | 22  | 3 | 3  |
| 2012/13 | 11 | 32  | — | 3  |
| 2013/14 | 11 | 34  | 4 | 3  |
| 2014/15 | 9  | 37  | 2 | 1  |
| 2015/16 | 9  | 33  | — | 2  |
| 2016/17 | 4  | 19  | — | 1  |
| Всего   | 48 | 177 | 9 | 13 |